# La torre de Suso
La torre de Suso es una película española dirigida por Tom Fernández.
La Torre de Suso es una comedia a veces algo agridulce, pero muy divertida y optimista, ambientada en la cuenca minera asturiana. Una comedia sencilla, de personajes en la que destaca el excelente trabajo de los actores. Además, refleja las inquietudes, la sociedad y los problemas de la cuenca minera de Asturias.

## Argumento
Cundo  es un asturiano que emigra a Argentina para buscar una nueva vida. Diez años después regresa a su tierra, la Cuenca Minera Asturiana al funeral de un viejo amigo, Suso. La película narra el reencuentro con sus familiares y amigos y cómo Cundo desea cumplir el último sueño de Suso. El largometraje es un homenaje a la amistad. Y sobre todo a la amistad en unas edades en las que no tienes tan claro por qué deberías seguir siendo amigo de tus amigos de la infancia. 

## Comentarios
- Es la primera película de Tomás Fernández. Fue guionista de la serie 7 vidas, de ahí la elección de los 2 actores protagonistas masculinos (Javier Cámara y Gonzalo de Castro).
- Fue rodada en los alrededores de Mieres, Aller y Castrillón.
- La banda sonora ha sido compuesta por los hermanos José Manuel y Javier Tejedor, componentes del grupo de música asturiana "Tejedor". Aunque es su primera composición para cine, el resultado es una exquisita y emotiva música que acompaña de forma impecable a la historia.

## Premios

### Goyas 2008
| Categoría              | Persona               | Resultado |
| ---------------------- | --------------------- | --------- |
| Mejor director novel   | Tom Fernández         | Candidato |
| Mejor actor de reparto | Emilio Gutiérrez Caba | Candidato |
| Mejor actor revelación | Gonzalo de Castro     | Candidato |

## Reparto
| Intérprete                   | Personaje             |
| ---------------------------- | --------------------- |
| Javier Cámara                | Cundo                 |
| Gonzalo de Castro            | Fernando              |
| César Vea                    | Mote                  |
| José Luis Alcobendas         | Pablo                 |
| Malena Alterio               | Marta                 |
| Emilio Gutiérrez Caba        | Tino                  |
| Mariana Cordero              | Mercedes              |
| Fanny Gautier                | Rosa                  |
| Alex Amaral                  | Miguel                |
| Yalitza Hernández            | Esmeralda             |
| José Antonio Lobato          | Fonso                 |
| Raquel Armesto               | Alba                  |
| Víctor Clavijo               | Berto                 |
| Teresa Lozano                | Maricarmen            |
| Alberto Rodríguez            | Suso                  |
| Adriano Prieto               | Encargado Carpintería |
| Enrique Iglesias             | Capataz               |
| Manuel González Prieto 'Lito | Minero cantor         |
| Vicente Colomar              |                       |